# Grown Ups
Grown Ups (bra: Gente Grande; prt: Miúdos e Graúdos) é um filme de comédia estadunidense de 2010 dirigido por Dennis Dugan, escrito por Fred Wolf e Adam Sandler, que também protagoniza o filme junto com Kevin James, Chris Rock, David Spade, Rob Schneider, Salma Hayek, Maya Rudolph e Maria Bello. Foi produzido pela empresa de Sandler, a Happy Madison Productions, e distribuído pela Columbia/Sony Pictures.
O filme conta a história de cinco amigos de longa data que venceram o campeonato de basquete do ensino médio em 1978. Eles se reencontram três décadas depois para celebrar o feriado de 4 de julho depois de saber da morte repentina de seu treinador de basquete.
Grown Ups foi lançado nos cinemas dos Estados Unidos em 25 de junho de 2010. Apesar de ter recebido críticas desfavoráveis, o filme se tornou um sucesso de bilheteria, arrecadando US$ 271 milhões mundialmente. Uma sequência intitulada Grown Ups 2 foi lançada em 2013.

## Enredo
Em 1978, cinco amigos de infância ganham o seu campeonato de basquete da escola secundária. Durante sua festa em uma casa do lago alugada, o treinador dos amigos, Buzzer, encoraja-os a viver suas vidas da mesma maneira que eles jogaram o jogo. Contudo, os cinco amigos haviam permanecido unidos até a sua formatura, passando a seguir suas vidas separadamente. Nos dias atuais, Lenny Feder é um agente de talentos de Hollywood de alta potência e é casado com Roxanne Feder, uma designer de moda, tendo dois filhos com ela: os meninos Greg e Keith e uma filha Becky, que são muito mimados, causando irritação de Lenny. Eric Lamonsoff afirma que é agora coproprietário de uma empresa de móveis de jardim, sendo casado com Sally e tem dois filhos, Donna e Bean; para o desgosto de Eric, Bean continua mamando em Sally. Kurt McKenzie é um pai desempregado, que é casado com Deanne, a única pessoa que trabalha na casa para sustentar tanto ele quanto seus dois filhos, André e Charlotte; Deanne está grávida de um terceiro filho e sua mãe Mama também vive com a família. Rob Hilliard é um ex-hippie, que se divorciou três vezes e tem três filhas: Jasmine, Amber e Bridget, cada uma oriunda de um casamento; sua atual esposa, Glória, é trinta anos mais velha que ele. Marcus Higgins é um "eterno adolescente" mulherengo preguiçoso e imaturo, que nunca trabalhou. Todos os cinco amigos zoam uns com os outros de forma cômica ao longo do filme: Lenny por ser rico, Eric pelo seu excesso de peso, Kurt por ser magrelo e dono de casa, Rob pelo seu estilo natural de vida e por ter uma mulher muito mais velha que ele, e Marcus por ser um preguiçoso.
Quando os cinco amigos são informados de que Buzzer morreu, todos se reúnem e voltam para sua cidade natal com suas famílias para prestar uma homenagem a ele em seu funeral. Lenny aluga a antiga casa do lago para o feriado de 4 de Julho para os seus amigos ficarem. No entanto, Lenny não pode permanecer por toda a semana, porque Roxanne tem um desfile de moda em Milão. Na casa do lago, Lenny está irritado porque seus filhos preferem jogar videogame, em vez de passar o tempo realizando brincadeiras comuns de sua época; por conta disso, ele e os outros amigos forçam seus filhos para brincarem ao ar livre durante a sua estadia. Durante as brincadeiras, Eric sofre um pequeno incidente em um balanço de corda e cai em cima de um pássaro. Em uma lanchonete local, Lenny reencontra seu antigo rival do basquete, Dickie Bailey, que ainda está irritado com Lenny porque ele supostamente pôs o pé para fora da linha, durante a final do jogo de 1978. Dickie desafia ele e seus amigos para uma revanche, mas Lenny nega depois de constatar que Dickie esta decididamente fora de forma. No dia seguinte, os cinco amigos vão  espalhar as cinzas de Buzzer pela floresta. Rob fica deprimido durante este evento, lamentando seus casamentos fracassados e diz que suas três filhas dos três  casamentos anteriores estão chegando. Depois de ter que lidar com sua filha mais velha, a bela  Jasmine, Rob sai com seus amigos, que estavam pescando. Depois de fazer algumas piadas sobre Rob, os outros decidem animá-lo com um antigo jogo da juventude, "A Flecha Assassina". Rob permanece no círculo por mais tempo, vencendo o desafio, mas a flecha acaba atingindo o seu pé. Quando Gloria tenta usar um emplasmo de grãos e ervas para aliviar a dor, Rob é rude com Gloria e a insulta. À noite, Roxanne está falando no telefone a trabalho e diz acidentalmente a Becky que ela é quem põe dinheiro em seu travesseiro, e não a "Fada do Dente". Enquanto Lenny tenta acalmar a esposa, ele escuta as crianças brincando de telefone de lata e fica feliz de ver que eles estão desfrutando o mesmo tipo de diversão que ele teve quando criança. Lenny então, manda as crianças instalarem os "telefones" nos quartos de todos os adultos.
Roxanne, em última análise, descobre que é mais importante para a família ficar na casa do lago, do que ir para Milão. Para comemorar, Lenny e seus amigos levam toda a família para o parque aquático Water Park, onde o pequeno Bean (filho de Eric) finalmente aprende a beber leite de caixinha (e não do peito da mãe Sally) e Marcus flerta constantemente com Jasmine e Amber (as duas filhas sexys de Rob),  tendo as levado para comprar biquínis sensuais e minúsculos. Rob empurra do Tobogã um atendente de passeio que insultou sua filha caçula Bridget (por ela ser a mais parecida com Rob, do que com suas irmãs). Eric ignora o aviso da filha Donna sobre um produto químico na piscina infantil que deixa a urina azulada, resultando em um herdeiro alvoroço no local. Enquanto os maridos e as crianças se divertem, as esposas descansando, tentam atrair um homem sexualmente atraente e musculoso, mas elas começam a rir quando este se aproxima, revelando sua voz extremamente fina. Enquanto isso, os cinco amigos vão para a tirolesa do parque e encontram Dickie novamente, desta vez com o seu próprio grupo de amigos, incluindo Wiley, que acaba no hospital depois de descer da tirolesa pendurado pelos pés. Lenny ensina seu filho mais velho Greg como fazer uma cesta perfeita no basquete. Depois, os amigos terminam a noite compartilhando uma dança apaixonada ao som de música com suas cônjuges. No dia seguinte, Roxanne atende o telefone de Lenny e o confronta por mentir sobre o cancelamento de seu vôo de ida e volta para Milão, já que ela já havia concordado em ficar com ele na casa do lago. Eventualmente, todos os amigos começam a dizer a verdade sobre seus sentimentos e vidas. Em seu último dia na casa do lago, Lenny e seus amigos são desafiados mais uma vez para uma revanche no basquete por Dickie. Apesar de Rob estar com o pé machucado por causa da flecha que o acertou, ele concorda em jogar em memória ao treinador. Nos minutos decisivos do jogo, Lenny perde propositalmente, a fim de permitir que Dickie e sua equipe vençam, pelo menos uma vez na vida. Durante a queima de fogos do 4 de julho à noite, Marcus atira para o alto uma nova "flecha assassina", desta vez com uma multidão inteira de pessoas, que começam a sair correndo desesperadas, exceto por Wiley, que está com o corpo todo engessado por causa de seu acidente na tirolesa, e que tem o pé atingido pela flecha.

## Elenco
- Adam Sandler como Lenny Feder. No Brasil com a voz de Alexandre Moreno.
  - Michael Cavaleri como jovem Lenny.
- Kevin James como Eric Lamonsoff. No Brasil, Mauro Ramos.
  - Andrew Bayard como jovem Eric.
- Chris Rock como Kurt McKenzie. No Brasil, Mário Jorge.
  - Jameel McGill como jovem Kurt..
- David Spade como Marcus "Higgy" Higgins.
  - Kyle Brooks como jovem Marcus
- Rob Schneider como Rob Hilliard. No Brasil, Marco Ribeiro.
  - Joshua Matz como jovem Rob.
- Salma Hayek como Roxanne Chase-Feder. No Brasil, Eleonora Prado.
- Maria Bello como Sally Lamonsoff. No Brasil, Cecília Lemes.
- Maya Rudolph como Deanne McKenzie. No Brasil, Adriana Pissardini.
- Joyce Van Patten como Gloria Noonan Hilliard. No Brasil, Arlete Montenegro.
- Blake Clark como Treinador Robert "Buzzer" Ferdinando. No Brasil, Luiz Carlos de Moraes.
- Di Quon como Rita. No Brasil, Priscilla Concepcion.
- Steve Buscemi como Wiley. No Brasil, Élcio Sodré.
- Colin Quinn como Dickie Bailey. No Brasil, Francisco Brêtas.
  - Hunter Silva como jovem Dickie.
- Lisa M.(Seitz) Francis como esposa de Bailey. No Brasil, Patrícia Scalvi.
- Tim Meadows como Malcolms. No Brasil, Marcelo Pissardini.
- Ebony Jo-Ann como Mama Ronzoni, a mãe de Deanne. No Brasil, Isaura Gomes.
- Madison Riley como Jasmine Hilliard. No Brasil, Fernanda Bullara.
- Jamie Chung como Amber Hilliard. No Brasil, Priscila Ferreira.
- Ashley Loren como Bridget Hilliard. No Brasil, Jussara Marques.
- Jake Goldberg como Greg Feder. No Brasil, Bruno Marçal.
- Cameron Boyce como Keith Feder. No Brasil, Matheus Ferreira.
- Alexis Nicole Sanchez como Becky Feder. No Brasil, Giulia de Brito.
- Ada-Nicole Sanger como Donna Lamonsoff. No Brasil, Agatha Paulita.
- Frank and Morgan Gingerich como Bean Lamonsoff. No Brasil, Erik Romão.
- Nadji Jeter como Andre McKenzie. No Brasil, Ítalo Luiz.
- China Anne McClain como Charlotte McKenzie. No Brasil, Flora Paulita.
- Dan Patrick como Norby, funcionário do Tobogã. No Brasil, Luiz Carlos de Moraes.
- Tim Herlihy como Pastor. No Brasil, Marcelo Pissardini.
- Norm Macdonald como Geezer.
- Jonathan Loughran como Robideaux. No Brasil, Armando Tiraboschi.
  - Connor Panzner como jovem Robideaux.
- Dennis Dugan como árbitro do basquete.

## Produção
Adan Sandler, Chris Rock, Rob Schneider e David Spade se conheceram quando todos se juntaram ao elenco do Saturday Night Live durante a temporada 1990–1991; os membros do elenco de apoio Colin Quinn, Maya Rudolph, Tim Meadows e Norm Macdonald também foram membros do elenco do "SNL".
As filmagens começaram em Southborough, Massachusetts em 18 de maio de 2009, mas a maior parte das filmagens foi feita em Essex, no parque aquático Water Wizz em Wareham, bem como algumas cenas filmadas em Marblehead.
A cena do restaurante foi rodada no restaurante Woodman's of Essex, localizado em Essex. A "casa do lago" e a cena de basquete no final foram filmadas no Lago Chebacco em Essex. No entanto, muitas das gravações aéreas de lagos e ilhas foram feitas no Lago Winnipesaukee em Nova Hampshire, além de Tuftonboro, Melvin Village e Gilford, também em Nova Hampshire. O filme foi programado para ser lançado em 1º de julho de 2010, mas a empresa de produção adiantou a data para 25 de junho de 2010.

### Trilha sonora
A trilha para Grown Ups foi composta por Rupert Gregson-Williams, que gravou sua trilha com um conjunto de 55 peças da Hollywood Studio Symphony nos estúdios da Newman Scoring Stage da 20th Century Fox.

## Recepção

### Bilheteria
O filme se tornou um sucesso de bilheteria arrecadando 162 001 186 dólares nos Estados Unidos e 109 429 003 dólares em outros países, com um total mundial de 271 430 189 dólares. Satisfeito com a receita bruta do filme, Adam Sandler mostrou seu apreço pelos colegas de elenco comprando novíssimos carros desportivos Maserati para os atores.

### Resposta da crítica
No agregador de críticas cinematográficas Rotten Tomatoes, o filme tem um índice de aprovação de 11% com base em 171 comentários dos críticos, obtendo uma nota média 3,50 de 10; o consenso crítico do site afirma: "O elenco de veteranos da comédia de Grown Ups é amigável, mas eles são decepcionados por uma direção plana e um humor disperso e vulgar, além de um roteiro atrofiado". No Metacritic, o filme tem uma pontuação 30/100, com base em 32 avaliações, indicando "revisões geralmente desfavoráveis". O público entrevistado pelo CinemaScore deu ao filme uma nota média "B" em uma escala de "A+" a "F".
O crítico de cinema Connie Ogle, em sua resenha sobre o filme para o jornal Miami Herald, descreveu Sandler como "o garoto-propaganda perfeito para esta loucura cinematográfica de verão medíocre". Rick Groen, do jornal The Globe and Mail criticou o que ele viu como comercialismo flagrante, dizendo que o elenco "abusa de piadas que eles certamente desdenham de um público que provavelmente o desprezam, enquanto forçam risadas em cenas descaradamente sem graça". O crítico Richard Roeper chegou a dizer que Grown Ups era "uma praga na história brilhante do cinema americano" e que odiou o filme. Tom Long, do Detroit News, chamou o filme de "uma comédia banal" e "lixo total". O jonrnal Denver Post disse que o filme era "decentemente grosseiro" e que possuía piadas "fáceis, bobas e previsíveis".

### Prêmios
Rob Schneider foi nomeado para uma Framboesa de Ouro na categoria de Pior Ator Coadjuvante em cinema pelo seu papel em Grown Ups como Rob Hilliard, mas perdeu o troféu para Jackson Rathbone por The Last Airbender e The Twilight Saga: Eclipse.
O filme ganhou o prêmio de "Melhor Fala de um Filme" durante o MTV Movie Awards de 2011 pela fala "Eu quero comprar meu chocolate desperdiçado!", dita por Becky, interpretada por Alexys Nycole Sanchez.

## Sequência
Uma sequência, intitulada Grown Ups 2, foi lançada em 12 de julho de 2013. Dennis Dugan, o diretor do primeiro filme, retornou para a sequência. O elenco principal, incluindo Adam Sandler, Kevin James, Chris Rock, David Spade, Salma Hayek, Maya Rudolph, Maria Bello e Steve Buscemi reprisam seus papéis, exceto Rob Schneider. O novo elenco inclui também Andy Samberg, Taylor Lautner, David Henrie e Patrick Schwarzenegger. A sequência segue Lenny Feder e sua família se mudando de volta para a pequena cidade onde ele e seus amigos cresceram. Assim como o filme original, Grown Ups 2 foi fortemente contestado pelos críticos, mas também se tornou um sucesso comercial.